# Tom Landry
Thomas Wade Landry (11 de Setembro de 1924 - 12 de Fevereiro de 2000) foi um jogador e treinador profissional de futebol americano, e atualmente membro do Pro Football Hall of Fame. Apelidado de Tom Landry, foi o primeiro treinador do Dallas Cowboys, franquia pertencente a National Football League (NFL), posição que assumiu por 29 temporadas ininterruptas.  
Tom é considerado um dos principais técnicos da história do futebol americano,  dado suas inovações em formações e métodos defensivos, como a popular formação defensiva 4-3 e o sistema de "defesa flexível", conhecida por Doomsday Defense ou "Defesa do Apocalipse", esta unidade, formada e comandada por Landry marcou época. 
Além de seu recorde de 20 temporadas consecutivas vitoriosas, de 1966 a 1985, Landry venceu dois títulos do Super Bowl (VI e XII), cinco títulos da NFC e 13 títulos divisionais com o Dallas Cowboys. Reunindo um recorde total de 270 - 178 - 6, o quarto maior número de vitórias para um técnico da NFL. Suas 20 vitórias em playoffs na carreira é a maior marca entre qualquer treinador na história, juntamente a Bill Belichick. Landry também foi nomeado o Treinador do Ano da NFL em 1966 e Treinador do Ano da NFC em 1975. 

## Vida Pessoal

### Nascimento & Ensino Médio
Nascido em Mission, Texas, filho de Ray (mecânico de automóveis e bombeiro voluntário) e Ruth (Coffman) Landry, Tom era o segundo de quatro filhos (Robert, Tom, Ruthie e Jack). Por conta do reumatismo de Ray Landry, ele se mudou de Illinois para o clima mais quente do Texas. Ray Landry era um atleta, deixando sua marca localmente como arremessador e jogador de futebol americano.
Tom jogou como quarterback e punter para Mission High School, onde liderou seu time a um recorde de 12-0 em sua temporada no último ano do colégio, como sênior. O estádio de futebol americano da Mission High School se chama Tom Landry Stadium e é a casa dos Mission Eagles e Mission Patriots, que também tem o logotipo do Pro Football Hall of Fame.

### Universidade
Landry cursou Engenharia Industrial na Universidade do Texas em Austin, Texas; até considerou em se matricular na Mississippi State University, onde seu amigo John Tripson era um All-American, mas sabia que estaria longe de seus amigos e familiares, tornando a viagem de seus pais para vê-lo jogar futebol americano na universidade mais longa. Por conta disso, optou estudar no Texas.

### Segunda Guerra Mundial

Insígnia do Corpo Aéreo do Exército dos Estados Unidos

Ele interrompeu sua educação após um semestre para servir no Corpo Aéreo do Exército dos Estados Unidos, durante a Segunda Guerra Mundial, inspirado em homenagem a seu irmão Robert Landry, que havia se alistado no Corpo Aéreo do Exército dos Estados Unidos após o ataque a Pearl Harbor, porém, enquanto transportava um B-17 a Inglaterra, o avião de Robert Landry havia caído sobre o Atlântico Norte, perto da Islândia. Várias semanas se passaram antes que o Exército pudesse declarar oficialmente Robert Landry como morto.
Tom começou seu treinamento básico no Sheppard Field perto de Wichita Falls, Texas (agora Base da Força Aérea de Sheppard), e seu treinamento pré-vôo em Kelly Field (agora Kelly Field Annex), localizado perto de San Antonio, Texas. A primeira experiência dele como bombardeiro foi difícil, poucos minutos após a decolagem, percebeu que o piloto parecia estar trabalhando furiosamente, notou assim, que o motor do avião havia morrido. Apesar dessa experiência, ele estava empenhado em voar.

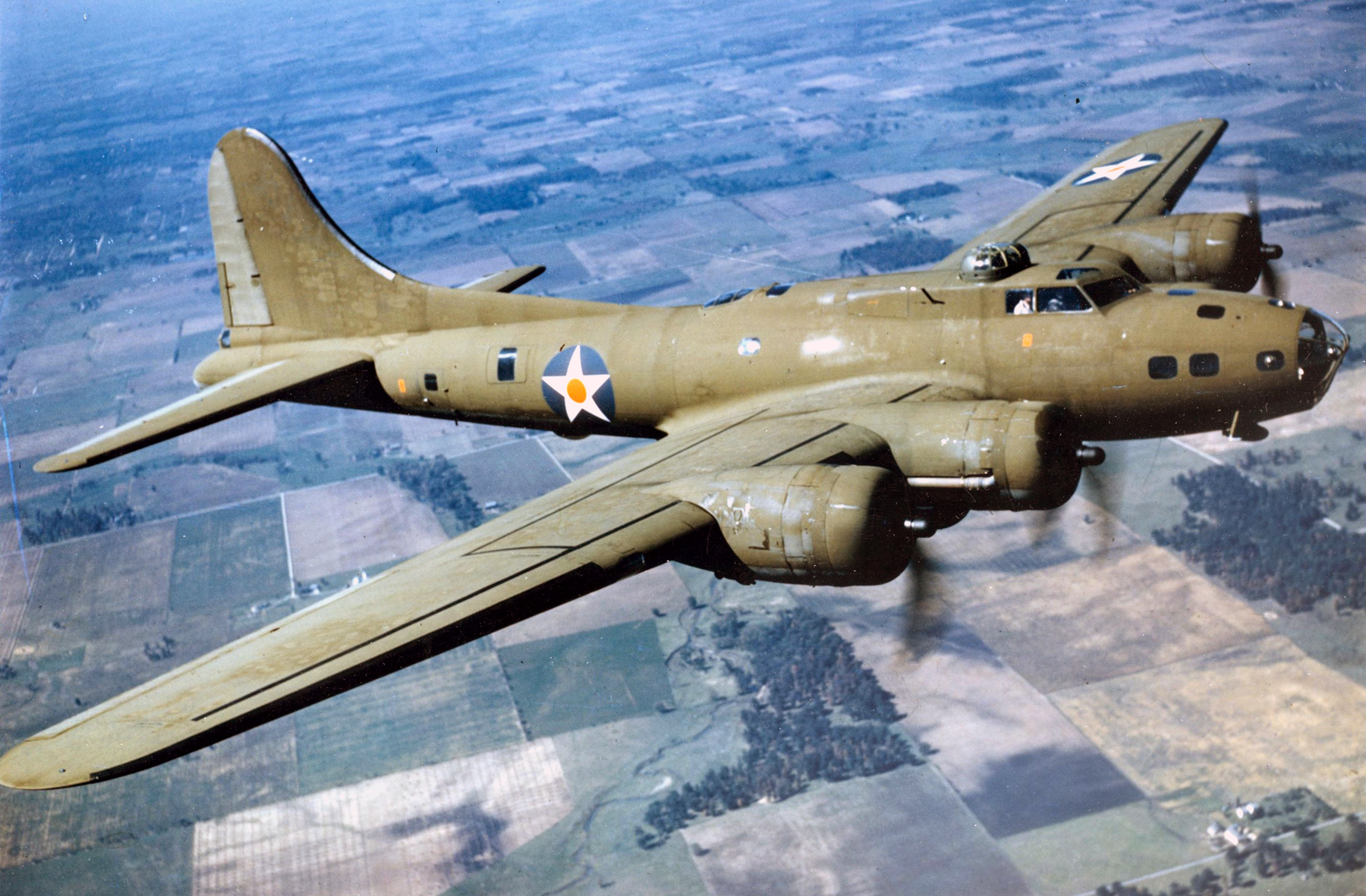
Bombardeiro B-17.

Aos 19 anos, foi transferido para Sioux City, Iowa, onde treinou como copiloto para pilotar um B-17. Em 1944, Landry recebeu ordens sendo novamente transferido de Sioux City até Liverpool, Inglaterra, designado a Oitava Força Aérea, 493º Esquadrão em Ipswich. Landry ganhou suas asas e uma comissão como segundo-tenente no Campo Aéreo do Exército de Lubbock, e foi designado ao 493d Grupo de Bombardeio na RAF Debach, Inglaterra, como copiloto do bombardeiro B-17 Flying Fortress no 860º Esquadrão de Bombardeio. De novembro de 1944 a abril de 1945, ele completou um total de 30 missões e sobreviveu a um pouso forçado na Bélgica após seu bombardeiro ficar sem combustível.
Ele retornou a seus estudos na Universidade do Texas (UT) no outono de 1946. No time de futebol americano, ele jogou como fullback e defensive back na equipe do Texas Longhorns, sendo vencedor do Sugar Bowl por 27 a 7, realizado em 1 de Janeiro de 1948, no Tulane Stadium em Lousiana, Misouri para um público de 73.000 pessoas. Na UT, foi membro da fraternidade Texas Cowboys e Delta Kappa Epsilon (capítulo Omega Chi). Ele recebeu seu diploma de bacharel pela UT em 1949. Em 1952, ele obteve o título de mestre em engenharia industrial pela Universidade de Houston.

### Casamento & Família
Landry se casou com Alicia Wiggs em 28 de janeiro de 1949, e eles tiveram um filho e duas filhas. Em 22 de janeiro de 2021, o Dallas Cowboys anunciou que Alicia havia morrido no dia anterior com a idade de 91 anos.

## Carreira de Jogador
Landry foi selecionado na 19ª rodada (128ª no geral) do Draft de 1948 da All-America Football Conference (AAFC). Ele jogou uma temporada na AAFC pelo New York Yankees, antes de se mudar em 1950, ao New York Giants. Além disso, também foi selecionado, um ano antes, pelo New York Giants na 20º rodada (184º escolha), no Draft da National Football League de 1947. 

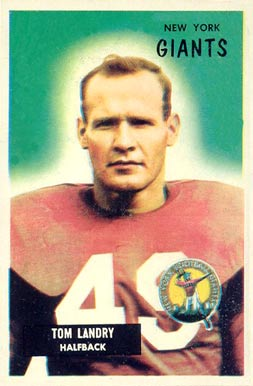
Tom Landry em um Cartão de 1955.

Após a temporada de 1949, a All Amercian Football Conference (AAFC) encerrou suas atividades, e dentre as equipes que faziam parte, os Yankees, acabaram não sendo absorvidos pela NFL, sendo assim, o New York Giants exerceu seus direitos e selecionou Landry, em um dispersal draft, sob a orientação do treinador Steve Owen. Landry teve sua primeira experiência como treinador. Em vez de explicar a defesa 6–1–4 aos jogadores, Owen chamou Landry para a frente e pediu-lhe que explicasse a defesa aos seus companheiros. Landry se levantou e explicou o que a defesa faria para conter o ataque, e essa foi a primeira experiência de Landry como técnico. 
A temporada de 1953 seria uma temporada para esquecer, com o ponto mais baixo vindo de uma derrota por 62 a 10 nas mãos do Cleveland Browns. Essa perda acabaria custando ao treinador Owen seu emprego, e novamente Landry ponderando sobre seu futuro.
Em 1954, foi selecionado como um All-Pro. Durante a temporada de 1955, além de atuar como jogador, ele atuou como treinador assistente nos últimos dois anos, de 1954 a 1955, sob a orientação do novo técnico do Giants, Jim Lee Howell. Landry encerrou sua carreira de jogador com 32 interceptações em apenas 80 jogos, retornando para 404 jardas e três touchdowns, ele também recuperou 10 fumbles (sete defensivos), retornando-os para 67 jardas e dois touchdowns.

### Estatísticas como Jogador
|  | Liderou a NFL  |
|  | Liderou a AAFC |

Time Especial
| Temporada Regular       |                         |    |         |         |         |         |         |              |              |              |              |                 |                 |                 |                 |
| Ano                     | Time                    | J  | Punting | Punting | Punting | Punting | Punting | Kick returns | Kick returns | Kick returns | Kick returns | Retorno de Punt | Retorno de Punt | Retorno de Punt | Retorno de Punt |
| Ano                     | Time                    | J  | Punts   | Jards   | Média   | Longo   | Block   | KR           | Jardas       | Média        | TD           | PR              | Jardas          | Média           | TD              |
| 1949                    | NY Yankees              | 12 | 51      | 2,249   | 44.1    | –       | 2       | 2            | 39           | 19.5         | 0            | 3               | 52              | 17.3            | 0               |
| 1950                    | NY Giants               | 10 | 58      | 2,136   | 36.8    | 61      | 1       | –            | –            | –            | –            | –               | –               | –               | –               |
| 1951                    | NY Giants               | 12 | 15      | 638     | 42.5    | 59      | 0       | 1            | 0            | 0.0          | 0            | 1               | 0               | 0.0             | 0               |
| 1952                    | NY Giants               | 12 | 82      | 3,363   | 41.0    | 61      | 1       | 1            | 20           | 20.0         | 0            | 10              | 88              | 8.8             | 0               |
| 1953                    | NY Giants               | 12 | 44      | 1,772   | 40.3    | 60      | 0       | 2            | 38           | 19.0         | 0            | 1               | 5               | 5.0             | 0               |
| 1954                    | NY Giants               | 12 | 64      | 2,720   | 42.5    | 61      | 0       | –            | –            | –            | –            | –               | –               | –               | –               |
| 1955                    | NY Giants               | 12 | 75      | 3,022   | 40.3    | 69      | 1       | –            | –            | –            | –            | –               | –               | –               | –               |
| Careira (1949–1955)     | Careira (1949–1955)     | 82 | 389     | 15,900  | 40.9    | 69      | 5       | 6            | 97           | 16.2         | 0            | 15              | 145             | 9.7             | 0               |
| Status da AAFC (1949)   | Status da AAFC (1949)   | 12 | 51      | 2,249   | 44.1    | –       | 2       | 2            | 39           | 19.5         | 0            | 3               | 52              | 17.3            | 0               |
| Status da NFL (1950–55) | Status da NFL (1950–55) | 70 | 338     | 13,651  | 40.4    | 69      | 3       | 4            | 58           | 14.5         | 0            | 12              | 93              | 7.8             | 0               |

## Carreira de Treinador

### Era New York Giants
Para a temporada de 1954, Landry se tornou o coordenador defensivo do New York Giants, ao lado de Vince Lombardi, coordenador ofensivo. Ambos mais tardes tornar-se-iam treinadores membros do Pro Football Hall of Fame. Tom liderou um dos melhores times defensivos da liga de 1956 a 1959; e ambos os dois treinadores criaram uma lealdade dentro da unidade que treinaram, levando os Giants a três aparições no NFL championship Game em quatro anos. Em 1956, o Giants derrotou o Chicago Bears, liderado por Paddy Driscoll por 47 a 7, mas perderam para o Baltimore Colts em 1958 na partida conhecido por ser a "The Greatest Game Ever Played" ou "A melhor partida da dsputada", e em 1959. 

### Era Dallas Cowboys
Em 1960, Tom Landry se tornou o primeiro treinador principal do Dallas Cowboys, posição que ocupou por 29 temporadas entre 1960 e 1988). O Cowboys começou com dificuldades, registrando um recorde de 0-11-1 durante sua primeira temporada, com cinco ou menos vitórias em cada uma das quatro temporadas seguintes. Apesar dessa começo lento, em 1964, Landry recebeu uma prorrogação de 10 anos de contrato do proprietário Clint Murchison Jr. Essa seria uma decisão sábia, pois o trabalho árduo e a determinação de Tom foram recompensados e os Cowboys atingiram um recorde de 7–7 em 1965. Em 1966, surpreenderam a NFL ao registrar 10 vitórias e chegar até o NFL Championship Game, sendo derrotados por 34 a 27 pelo Green Bay Packers, em uma partida disputada em casa no Cotton Bowl, localizado em Dallas, Texas. Esta temporada seria uma singela demonstração daquilo que viria a seguir.

### O Grande Inovador
Landry desenvolveu a popular "defesa 4-3" enquanto servia como coordenador defensivo do New York Giants, a formação é chamada desta maneira, 4-3, pois era composta de quatro jogadores de linha defensiva (dois defensive end's e dois tackles em cada lado do center) e três linebackers - central, esquerdo e direito. A inovação foi dada pela presença do linebacker central. Anteriormente, um jogador de linha defensiva era colocado no centro. Mas Landry fez com que essa pessoa se levantasse e recuasse dois metros. O jogador que cumpriu essa função no New York Giants, foi o lendário Sam Huff, atualmente homenageado e membro do Pro Football Hall of Fame.

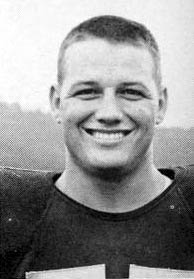
Sam Huff, lendário linebacker do New York Giants.

Landry construiu a defesa 4-3 ao meu redor. Ele revolucionou a defesa e abriu as portas para todas as variações de zonas e coberturas homem-a-homem, que são usadas em conjunto com ele hoje - Sam Huff.
Ao chegar em Dallas, Landry refinou a formação 4-3 ainda mais, especificamente para conter a estratégia 'run to daylight' ou "correr para a luz do dia" de seu antigo companheiro, Vince Lombardi, essa formação ofensiva era caracterizada pelo envio da corrida através de qualquer aberto, ao invés de "gaps" ou buracos específicos e previamente designados. Landry argumentou que o melhor contra-ataque era uma defesa que bloqueava a estratégia "run to daylight" .
O resultado foi o "Doomsday Defense" ou "Flex Defense", que atribuía aos defensores áreas específicas do campo para cobertura. Inicialmente os fãs ficaram peplexos ao notarem a defesa do Cowboys não atacar a bola, quando Landry o implementou pela primeira vez em 1964. No entanto, os céticos foram conquistados quando os running back's invariavelmente corriam direto para os braços de um dos defensores de Landry. 
Landry nem sempre buscou talentos dentro do canal tradicional do futebol universitário. Por exemplo, ele recrutou vários jogadores de futebol da América Latina, como Efren Herrera e Rafael Septién, para disputar a vaga de kicker no Dallas Cowboys. Ele também buscou no mundo do atletismo, atletas rápidos em posições que requeriam velocidade. Por exemplo, Bob Hayes, outrora considerado o homem mais rápido do mundo, foi recrutado e jogou como wide receiver nos Cowboys de Landry. Por fim, Tom produziu um conjunto de treinadores muito grande. Em 1986, cinco treinadores da National Football League eram ex - assistentes de Landry: Mike Ditka, Dan Reeves, John Mackovic, Gene Stallings e Raymond Berry.

### Super Bowls
Enquanto o Dallas Cowboys de Tom Landry é conhecido por seus dois Super Bowls (VI e XII), um deles contra o Miami Dolphins e o outro em cima do Chuck Noll e Pittsburgh Steelers, Landry também levou Dallas a outras três participações em Super Bowls. Tom Landry teve duas vitórias e três derrotas em Super Bowls, vencendo em Nova Orleães e perdendo os três no Orange Bowl Stadium, em Miami, Flórida.

### Demissão & Legado

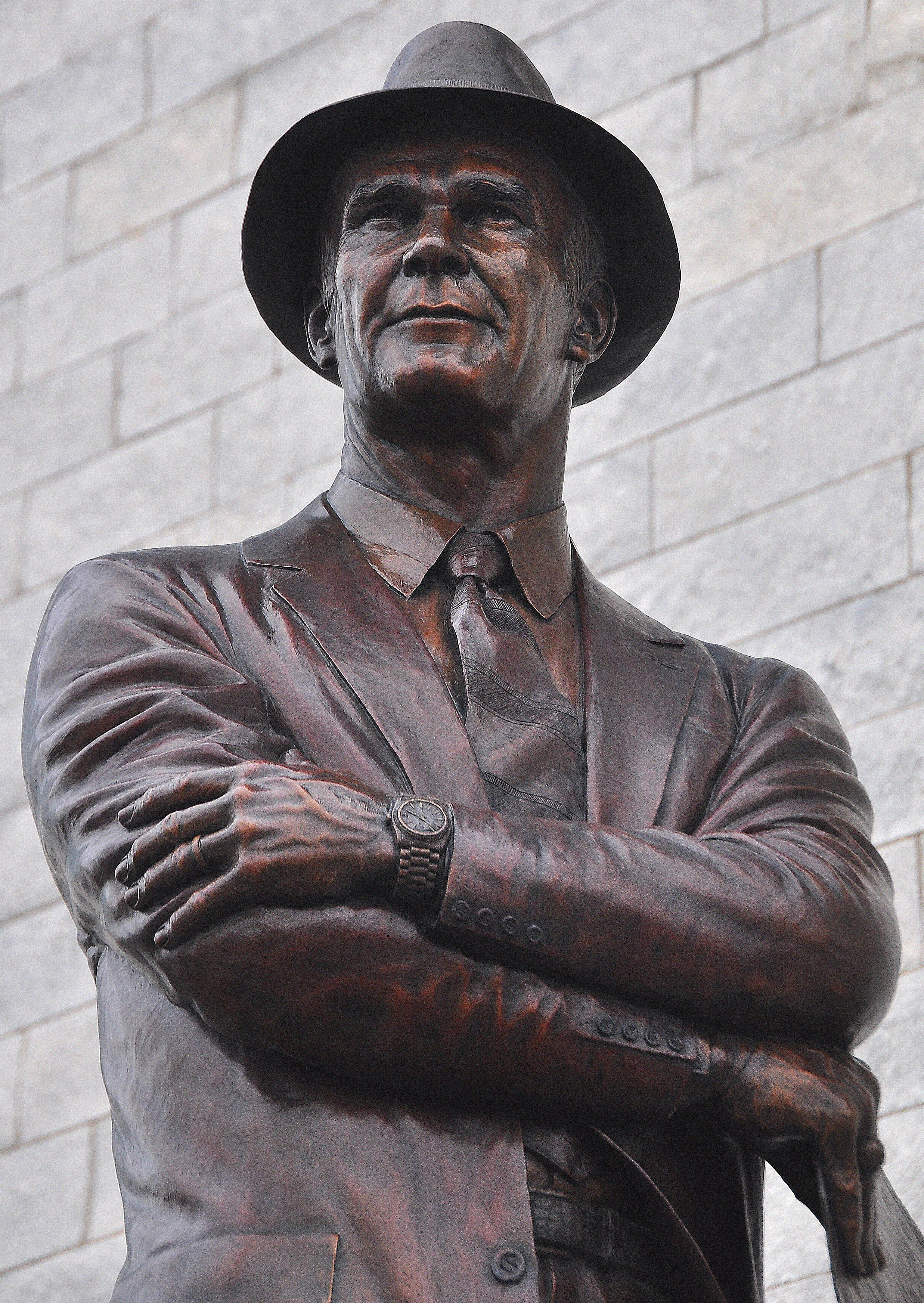
Escultura do Tom Landry nos arredores do AT & Stadium, em Arlington, Texas.

Na década de 1980, o Dallas Cowboys venceram dois campeonatos da divisão e fizeram cinco aparições nos playoffs, incluindo a participação no NFC Championship Game em três temporadas consecutivas (1980-1982), mas não conseguiram chegar ao Super Bowl. O último desses jogos aconteceu na temporada de 1982, quando o Dallas Cowboys perdeu para o Washington Redskins. Após esta partida, Landry nunca participaria da final de conferência, nem ganharia outra partida dos playoff da National Football League.
Em 1984, o empresário de Dallas, Bum Bright, comprou a equipe da Murchison, ao mesmo tempo em que os Cowboys sofriam progressivamente suas piores temporadas (de 10–6 em 1985 a 7–9 em 1986, 7–8 em 1987 e 3–13 em 1988). Isto levou Bright a ficar desencantado com a equipe. As estratégias de jogo e a obstinação de Landry durante essas poucas temporadas o deixaram aberto à crítica pública.
Landry assinou um contrato de três anos no verão de 1987. No entanto, o gerente geral Tex Schramm contratou Paul Hackett como o novo técnico ofensivo em 1986 e, em 1987, ele contratou o técnico de linha ofensiva Jim Erkenbeck e o técnico de times especiais Mike Solari . Alguns sugeriram que as jogadas de Schramm dividiram a comissão técnica, um plano para primeiro minar e depois demitir Landry. Bright, que geralmente ficava nos bastidores, criticou publicamente Landry depois de uma embaraçosa derrota em casa para o Atlanta Falcons em 1987, argumentando que ficou "horrorizado" com o jogo e reclamando: "Não parece que temos qualquer pessoa no comando que sabe o que está fazendo, exceto Tex. " Bright também ficou chateado com a forma como a principal escolha do draft, o defensive tackle, Danny Noonan e o running back, Herschel Walker não estavam sendo usados o suficiente. Duas semanas depois, um dia após a derrota dos Cowboys por 27 a 17 para o Detroit Lions, a franquia entrou empatada com os Chiefs, Giants e Rams pelo pior recorde na NFL. Schramm em seu programa de rádio, disse: "Há um velho ditado que diz: 'Se o professor não ensina, o aluno não aprende'." No entanto, Bright manteve sua abordagem sem interferência na equipe e Schramm manteve sua confiança em Landry. 
Landry terminou a temporada de 1988, com um recorde de 3-13, o que lhes rendeu a primeira escolha geral no Draft da NFL. Foi a quarta vez em cinco anos que a franquia não se classifica aos playoffs, assim como a terceira temporada consecutiva com mais derrotas. No entanto, Tom se sentia confiante de que poderia corrigir os erros que vinha cometendo nos últimos anos. 

Em fevereiro de 1989, antes do início da temporada, permaneceu determinado a treinar até a década de 1990 "a menos que eu seja demitido", quando demitiu ou transferiu seus assistentes. Landry tinha um ano restante em seu contrato.. Naquela ocasião, já era esperada a demissão de Landry após as seguidas temporadas em declínio. Foi quando, Jerry Jones, que havia acabado de comprar a franquia do Dallas Cowboys, por US$150 Milhões, acabou demitindo Landry em seu primeiro dia como mandatário da franquia. Muitos anos depois, em 2014, Jones, afirmou que se arrependia da maneira em que havia demitido o lendário treinador após duas 29 temporadas ininterruptas no comando. 

"Se eu tivesse a chance de fazer tudo de novo, teria esperado um ano e apenas colocado os pés no chão um pouco mais e provavelmente teria ido com a equipe que tínhamos e, mais tarde, feito a mudança final que fiz" - Jerry Jones.

### Estatísticas como Treinador Principal
| Dallas Cowboys | Dallas Cowboys | Dallas Cowboys    | Dallas Cowboys    | Dallas Cowboys    | Dallas Cowboys    | Dallas Cowboys    | Dallas Cowboys  | Dallas Cowboys  | Dallas Cowboys  | Dallas Cowboys                                             |
| Equipe         | Ano            | Temporada Regular | Temporada Regular | Temporada Regular | Temporada Regular | Temporada Regular | Pós - Temporada | Pós - Temporada | Pós - Temporada | Pós - Temporada                                            |
| Equipe         | Ano            | V                 | D                 | E                 | %                 | Resultado         | V               | D               | %               | Resultado                                                  |
| -------------- | -------------- | ----------------- | ----------------- | ----------------- | ----------------- | ----------------- | --------------- | --------------- | --------------- | ---------------------------------------------------------- |
| DAL            | 1960           | 0                 | 11                | 1                 | .042              | 7º na NFL West    | –               | –               | –               | —                                                          |
| DAL            | 1961           | 4                 | 9                 | 1                 | .321              | 6º na NFL East    | –               | –               | –               | —                                                          |
| DAL            | 1962           | 5                 | 8                 | 1                 | .393              | 5º na NFL East    | –               | –               | –               | —                                                          |
| DAL            | 1963           | 4                 | 10                | 0                 | .286              | 5º na NFL East    | –               | –               | –               | —                                                          |
| DAL            | 1964           | 5                 | 8                 | 1                 | .393              | 5º na NFL East    | –               | –               | –               | —                                                          |
| DAL            | 1965           | 7                 | 7                 | 0                 | .500              | 2º na NFL East    | –               | –               | –               | —                                                          |
| DAL            | 1966           | 10                | 3                 | 1                 | .750              | 1º na NFL East    | 0               | 1               | .000            | Perdeu para o Green Bay Packers no NFL Championship Game   |
| DAL            | 1967           | 9                 | 5                 | 0                 | .643              | 1º na NFL Capitol | 1               | 1               | .500            | Perdeu para o Green Bay Packers no NFL Championship Game   |
| DAL            | 1968           | 12                | 2                 | 0                 | .857              | 1º na NFL Capitol | 0               | 1               | .000            | Perdeu para o Cleveland Browns na Rodada Divisional        |
| DAL            | 1969           | 11                | 2                 | 1                 | .821              | 1º na NFL Capitol | 0               | 1               | .000            | Perdeu para o Cleveland Browns na Rodada Divisional        |
| DAL            | 1970           | 10                | 4                 | 0                 | .714              | 1º na NFC East    | 2               | 1               | .667            | Perdeu para o Baltimore Colts no Super Bowl V              |
| DAL            | 1971           | 11                | 3                 | 0                 | .786              | 1º na NFC East    | 3               | 0               | 1.000           | Vencedor do Super Bowl VI                                  |
| DAL            | 1972           | 10                | 4                 | 0                 | .714              | 2º na NFC East    | 1               | 1               | .500            | Perdeu para o Washington Redskins no NFC Championship Game |
| DAL            | 1973           | 10                | 4                 | 0                 | .714              | 1º na NFC East    | 1               | 1               | .500            | Perdeu para o Minnesota Vikings no NFC Championship Game   |
| DAL            | 1974           | 8                 | 6                 | 0                 | .571              | 3º na NFC East    | –               | –               | –               | —                                                          |
| DAL            | 1975           | 10                | 4                 | 0                 | .714              | 2º na NFC East    | 2               | 1               | .667            | Perdeu para o Pittsburgh Steelers no Super Bowl X          |
| DAL            | 1976           | 11                | 3                 | 0                 | .786              | 1º na NFC East    | 0               | 1               | .000            | Perdeu para o Los Angeles Rams na Rodada Divisional        |
| DAL            | 1977           | 12                | 2                 | 0                 | .857              | 1º na NFC East    | 3               | 0               | 1.000           | Vencedor do Super Bowl XII                                 |
| DAL            | 1978           | 12                | 4                 | 0                 | .750              | 1º na NFC East    | 2               | 1               | .667            | Perdeu para o Pittsburgh Steelers no Super Bowl XIII       |
| DAL            | 1979           | 11                | 5                 | 0                 | .688              | 1º na NFC East    | 0               | 1               | .000            | Perdeu para o Los Angeles Rams na Rodada Divisional        |
| DAL            | 1980           | 12                | 4                 | 0                 | .750              | 2º na NFC East    | 2               | 1               | .667            | Perdeu para o Philadelphia Eagles na NFC Championship Game |
| DAL            | 1981           | 12                | 4                 | 0                 | .750              | 1º na NFC East    | 1               | 1               | .500            | Perdeu para o San Francisco 49ers in NFC Championship Game |
| DAL            | 1982           | 6                 | 3                 | 0                 | .667              | 2º na NFC         | 2               | 1               | .667            | Perdeu para o Washington Redskins in NFC Championship Game |
| DAL            | 1983           | 12                | 4                 | 0                 | .750              | 2º na NFC East    | 0               | 1               | .000            | Perdeu para o Los Angeles Rams no Wild Card                |
| DAL            | 1984           | 9                 | 7                 | 0                 | .563              | 4º in NFC East    | –               | –               | –               | —                                                          |
| DAL            | 1985           | 10                | 6                 | 0                 | .667              | 1º na NFC East    | 0               | 1               | .000            | Perdeu para o Los Angeles Rams na Rodada Divisional        |
| DAL            | 1986           | 7                 | 9                 | 0                 | .438              | 3º in NFC East    | –               | –               | –               | —                                                          |
| DAL            | 1987           | 7                 | 8                 | 0                 | .467              | 2º in NFC East    | –               | –               | –               | —                                                          |
| DAL            | 1988           | 3                 | 13                | 0                 | .188              | 5º in NFC East    | –               | –               | –               | —                                                          |
| Total          | Total          | 250               | 162               | 6                 | .605              |                   | 20              | 16              | .556            |                                                            |

## Prêmios & Honrarias
- 1966: Prêmio de Treinador do Ano da National Football League.
- 1978: Recipient of the Golden Plate Award of the American Academy of Achievement[49][50]
- 1989: Honorado pela Cidade de Dallas[51].
- 1990: Indicado ao Pro Football Hall of Fame[52].
- 1993: Indicado ao Dallas Cowboys' Ring of Honor[53]

## Falecimento & Homenagens

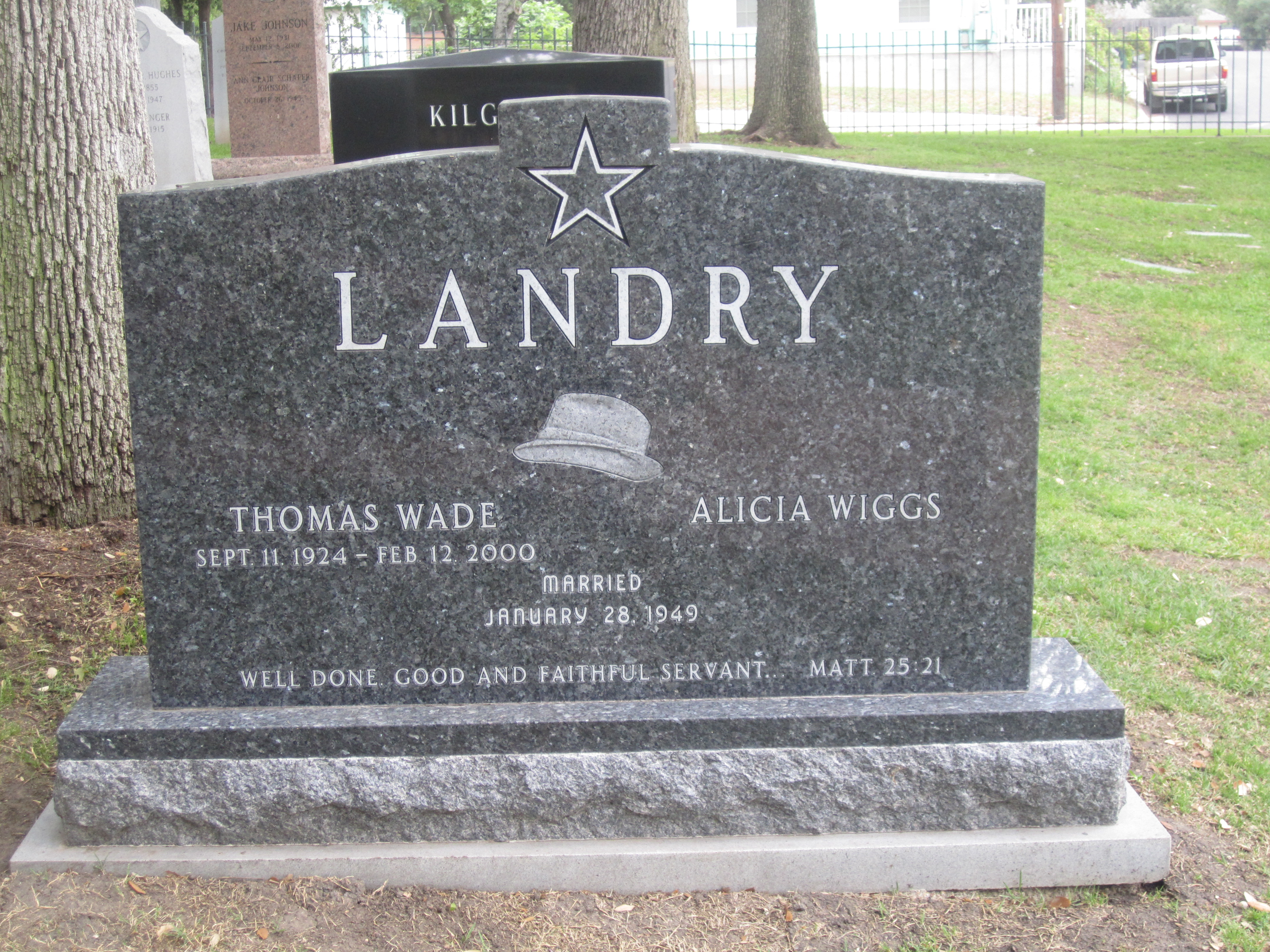
Lápide de Tom Landry no Cemitério de Austin, Texas.

Landry faleceu em 12 de fevereiro de 2000, após lutar contra a leucemia. O funeral de Landry foi realizado na Highland Park United Methodist Church, onde foi um membro ativo e comprometido por 43 anos. Ele foi enterrado no cemitério Sparkman-Hillcrest Memorial Park em Dallas, Texas. Um cenotáfio foi dedicado a Landry, completo com uma representação de seu fedora, no cemitério oficial do Estado do Texas em Austin a pedido da família.
Os Cowboys usaram um símbolo em seus uniformes durante a temporada de 2000 retratando o fedora e marca registrada de Landry. Uma estátua de bronze de Landry ficava ao lado de fora do Texas Stadium, e agora está em frente ao AT&T Stadium desde que os Cowboys se mudaram em 2009. 
O trecho da Interestadual 30 entre Dallas e Fort Worth foi chamado de Rodovia Tom Landry pelo Legislativo do Texas em 2001. Por sua vez, o estádio de futebol na cidade natal de Landry, Mission, Texas, foi nomeado Tom Landry Stadium em homenagem a um dos residentes mais famosos da cidade. Da mesma forma, o estádio da Trinity Christian Academy em Addison, Texas, é nomeado Tom Landry Stadium em homenagem ao amplo envolvimento de Landry e apoio à escola. Uma escola primária no distrito de Carrollton-Farmers, Branch Independent School, muito perto do centro de treinamento dos Cowboys em Valley Ranch, também foi nomeada em homenagem a Landry. O Tom Landry Welcome Center na Dallas Baptist University, onde ele era um orador frequente de capela e recebedor de prêmios, foi postumamente dedicado a ele em 2002. Em 2013, uma nova biografia importante de Landry foi publicada, intitulada The Last Cowboy. 

## Link Externo
- Tom Landry no Pro Football Hall of Fame
- Tom Landry no Find a Grave